# Handel elektroniczny
Handel elektroniczny (również e-handel, ang. e-commerce) – rodzaj handlu, prowadzony w internecie. To proces zawierania transakcji handlowych za pomocą internetu (lub innych sieci komputerowych) niezależnie od wykorzystywanych narzędzi czy środków. Towary i usługi są zamawiane przez te sieci, ale płatność i ostateczna dostawa zamówionego towaru lub usługi może być dokonana w sieci lub poza siecią. Transakcje mogą być dokonywane pomiędzy przedsiębiorstwami, osobami indywidualnymi, instytucjami rządowymi lub innymi organizacjami prywatnymi i publicznymi.
Do popularnych form handlu elektronicznego należą: sklepy internetowe, serwisy aukcyjne, serwisy ogłoszeniowe. Przedsiębiorstwa oraz instytucje korzystają także z platform przetargowych. Największą w Polsce platformą e-handlową jest Allegro (2019).

## Geneza
Za pomocą systemów elektronicznej wymiany danych (ang. Electronic Data Interchange – EDI) przedsiębiorstwa już na początku lat 80. drogą elektroniczną wymieniały się informacjami. System ten wykorzystywał synchroniczne połączenia pomiędzy dwoma serwerami i jednocześnie umożliwiał przekazywanie wszelkiego rodzaju informacji, jak np. terminów dostaw, zamówień kupna, czy też potwierdzeń płatności. EDI oferował przedsiębiorstwom wydajniejszy sposób przesyłania informacji niż tradycyjna poczta czy faks, lecz działał w sieci firmowej, co ograniczało jego zdolność do obsługi wielu użytkowników.
Wiele wad EDI usunął handel elektroniczny B2B, wykorzystując internetowe aplikacje oparte na sieci. Na bazie języka XML (stosowanego łącznie z HTML) realizowano transakcje B2B. Internet początkowo wykorzystywany był tak jak system EDI – służył jako kanał, który łączy przedsiębiorstwa, ale oferował on większą elastyczność użytkownikom. EDI umożliwiał połączenie użytkowników poprzez sieć systemową, która pozwalała na dostęp do informacji wielu użytkownikom z poszczególnych stacji roboczych. Dla niektórych przedsiębiorstw, a głównie dużych spółek, takich jak Cisco Systems oraz IBM czy Dell, Internet stał się sposobem na realizowanie zakupów u dostawców i dokonywania sprzedaży.
Dobrze działająca giełda B2B charakteryzowała się przede wszystkim:
- dużą dostępnością – dostęp w dowolnym miejscu i czasie,
- obsługą transakcji – standaryzacja informacji ilościowych i jakościowych,
- XML – znaczniki zapewniały wspólny zbiór pól danych, dzięki czemu transfer danych stawał się bardziej wydajny,
- bezpieczeństwem,
- terminowością.

### Historia e-commerce
Handel elektroniczny oznaczał pierwotnie ułatwienia transakcji handlowych drogą elektroniczną.
Zakupy on-line zostały wynalezione w 1979 roku w Wielkiej Brytanii przez Michaela Aldricha. W 1980 roku był szeroko stosowany przez takich producentów jak Ford, Peugeot-Talbot, General Motors i Nissan. Od 1990 roku zawierał dodatkowo systemy planowania zasobów przedsiębiorstwa (ERP) eksploracji danych i hurtowni danych. Od 2000 roku większość amerykańskich i europejskich przedsiębiorstw oferuje swoje usługi w Internecie.
W Polsce pierwszy sklep internetowy powstał w 1997 roku.

## Typologia handlu elektronicznego
Formy handlu elektronicznego:

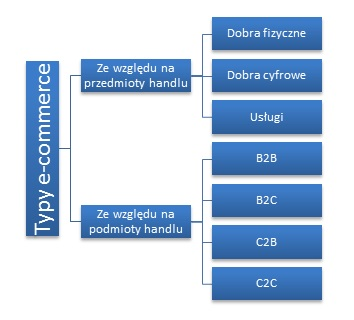
Typologia handlu elektronicznego ze względu na jego podmioty i przedmioty

- bezpośredni lub kompleksowy – cała transakcja handlowa od momentu złożenia zamówienia do realizacji płatności i dostawy towaru odbywa się wyłącznie przez sieć
- pośredni – poszukiwanie towarów, usług, nowych kontrahentów, przesłanie dokumentów i płatności odbywa się przez sieć, natomiast dostawa zamówionego towaru lub usługi odbywa się bezpośrednio, w tradycyjny sposób
- hybrydowy – stosuje się czasowo różne formy dystrybucji, spowodowane niedostatkami w rozwoju sieci, usług telekomunikacyjnych lub logistycznych.

Ze względu na podmioty biorące udział w handlu elektronicznym wyróżnia się:
- Handel elektroniczny pomiędzy przedsiębiorstwami (B2B, ang. business-to-business) – wymiana handlowa między przedsiębiorstwami obejmująca nie tylko zawieranie transakcji, ale również poszukiwanie partnerów, budowanie sieci dostawców i odbiorców, poszukiwanie informacji handlowych i inne. Do prowadzenia działalności w tym sektorze drogą on-line służy wydzielony z publicznej sieci Internet system tzw. Intranetu Gospodarczego; najszybciej rozwijająca się gałąź handlu elektronicznego. W tym segmencie stosowany jest też EDI.
- handel elektroniczny pomiędzy przedsiębiorstwem a konsumentem (B2C, ang. business-to-consumer) – to wszelkie formy sprzedaży towarów i usług pojedynczym klientom, a więc sprzedaż detaliczna w Sieci (tu właśnie zawierają się, na przykład, wszelkiego rodzaju sklepy internetowe, czy aukcje drobnotowarowe).
- handel elektroniczny pomiędzy konsumentami (C2C, ang. consumer-to-consumer) – jest to handel pomiędzy dwoma konsumentami, to znaczy handel, w którym żadna ze stron nie jest przedsiębiorcą, a w którym jeden z konsumentów przyjmuje rolę sprzedawcy, a drugi nabywcy (istotna część e-handlu, szczególnie od momentu pojawienia się platform aukcyjnych pośredniczących w tego rodzaju transakcjach). Z prawnego punktu widzenia, wyodrębnienie handlu między konsumentami jest nieprawidłowe. Konsumentem jest wyłącznie osoba fizyczna dokonująca czynności z przedsiębiorcą. Obrót określany jako C2C jest obrotem powszechnym.
- handel elektroniczny pomiędzy konsumentem a przedsiębiorstwem (C2B, ang. consumer-to-business).

## Korzyści e-commerce
Korzyści wynikające ze stosowania e-commerce jest wiele, najważniejsze z nich to:
- oszczędność kosztów funkcjonowania i wyposażania biur, zmniejszenie liczby personelu, skrócenie kanałów dystrybucji (uproszczenie obiegu dokumentacji), zwiększenie prostoty kontaktu z klientami, całkowita lub częściowa rezygnacja z korzystania z magazynów,
- zwiększenie ergonomii pomieszczeń ze strony producenta, tak jak przeznaczenie fizycznej powierzchni sklepu np. na produkcyjną bądź składową,
- możliwość indywidualizacji kontaktu, rozumiana jako komunikacja z konkretnym odbiorcą (tzw. model one to one),
- interaktywność, czyli ułatwione zapamiętywanie prezentowanych treści,
- elastyczność,
- uproszczona infrastruktura techniczna i wydajniejszy system logistyczny,
- oszczędność czasu i podróży (fizycznej) przy pozyskiwaniu informacji i dokonywaniu porównań dóbr i usług.
- niższe bariery wejścia na rynek dla sprzedawców – znacznie obniżone koszty finansowe, mniejsze ograniczenia prawne, technologiczne, organizacyjne, otwarcia działalności handlowej w Internecie niż w handlu tradycyjnym (oczywiście nie zawsze)
- możliwość realizacji skutecznych działań marketingowych w Internecie – które umożliwiają nie tylko promocję swych dóbr i usług, ale także m.in. identyfikację grupy docelowej, potrzeb konsumentów i bezpośredni kontakt z klientem, co może mieć bardzo silne bezpośrednie przełożenie na poziom sprzedaży.
- już obecnie bardzo duży (globalny) i wciąż rosnący zasięg rynku internetowego
- oddanie do dyspozycji klienta znacznie większej ilości produktów – w związku ze zdecydowanie większą dostępnością dóbr na rynku e-commerce
- dużo większe możliwości i niższe koszty szukania oraz wyboru właściwego produktu – wynikające ze znacznie większej ilości informacji na temat produktów, z możliwością ich porównania oraz uzyskania opinii na ich temat, w Internecie.
- bardzo niskie koszty (niemal zerowe) dostarczenia produktów w formie cyfrowej
- dostęp do aktualnych informacji, najnowszych ofert dóbr – dzięki znacznie szybszemu obiegowi informacji oraz ofert rynkowych na rynku internetowym aniżeli tradycyjnym

## Ograniczenia e-commerce
E-commerce niesie za sobą pewne ograniczenia takie jak:
- brak możliwości wypróbowania czy oględzin kupowanego towaru,
- wysoki koszt dostarczania towaru do klienta (większy koszt dostawy nie zawsze równoważy koszty zastępcze sklepów bądź składów i fizycznej obsługi),
- brak dostatecznych uregulowań prawnych (opinia autora)
- brak bezpośredniego kontaktu ze sprzedawcą
- opóźnienie w dostawie (dóbr fizycznych)
- zagrożenia bezpieczeństwa związane z ochroną informacji osobistych oraz realizacją transakcji finansowych[5]
- ograniczony zakres dóbr mogących być przedmiotem handlu internetowego, w związku z wykluczeniem z tej grupy licznych dóbr fizycznych: o zbyt dużych rozmiarach, szybko psujących się oraz zbyt drogich, aby mogły być przedmiotem transportu logistycznego.

## Sklepy internetowe
Najczęściej spotykaną formą e-commerce są sklepy internetowe. Nad tradycyjnymi placówkami handlowymi górują one dostępnością, bogactwem asortymentu, szybkim dostępem do nieograniczonej ilości informacji (popartych zdjęciami lub multimedialnymi prezentacjami produktów) oraz możliwością wyboru najbardziej dogodnej dla klienta formy płatności.
Dzięki oprogramowaniu analizującemu dokonywane zakupy i śledzącego wędrówki internautów po witrynie przedsiębiorstwo może poznać ich preferencje. Pomaga to szybciej reagować na potrzeby rynku i dostosowywać ofertę do oczekiwań potencjalnych klientów.
Z technicznego punktu widzenia sklep internetowy to nic innego jak serwis internetowy funkcjonujący na podstawie specjalnego oprogramowania.

### Zalety handlu on-line dla klientów
- oszczędność czasu,
- znaczna wygoda,
- łatwy i szybki dostęp do informacji,
- możliwość porównywania konkurencyjnych ofert,
- możliwość lepszego zapoznania się z ofertą (brak ograniczeń czasowych),
- dostęp do zdecydowanie szerszego asortymentu towarów,
- dostęp do oferty sklepów na całym świecie,
- bardziej szczegółowe opisy towarów,
- klient wybierając określony towar może, przy pomocy zamieszczonych linków, przenieść się bezpośrednio na stronę producenta tego towaru,
- możliwość stałej kontroli wysokości kwoty, jaką wyda w sklepie (koszyk),
- pewne towary, które można otrzymać bezpośrednio przez sieć, jak na przykład oprogramowanie są znacznie korzystniejsze cenowo, gdyż pominięte zostają koszty transportu,
- możliwość przeglądania oferty oraz obsługa klienta przez cały czas,
- możliwość wyszukiwania towarów według dowolnego zadanego kryterium, na przykład ceny, rodzaju,
- nowe możliwości niedostępne w tradycyjnych sklepach, na przykład: możliwość wysłuchania części utworu w e-sklepie sprzedającym płyty CD, czy też przeczytanie recenzji książki w e-księgarni.

### Zalety handlu on-line dla sprzedawców
- Niewysoki koszt, redukcja kosztów (głównie dotyczy dużych producentów), oszczędności – ominięcie łańcucha pośredników, brak potrzeby utrzymywania punktów sprzedaży detalicznej, magazynów, zatrudniania personelu; eliminacja części tradycyjnych dokumentów i korzystanie z teleworkingu, niski koszt dotarcia do wysokiej liczby potencjalnych klientów; niski koszt reklamy i promocji,
- elastyczność – ciągła i natychmiastowa możliwość aktualizowania oferty,
- bardziej szczegółowe opisy towarów,
- uatrakcyjnienie oferty poprzez organizowanie licytacji,
- dostęp do nowych klientów,
- przyspieszenie procesów biznesowych,
- uzyskanie przewagi konkurencyjnej,
- anonimowość – skuteczna konkurencja z dużymi przedsiębiorstwami,
- dostęp do rynku światowego – około 100 mln potencjalnych klientów; Polska – dostęp do krajowego rynku – około 1 mln potencjalnych klientów (lub inaczej: zmniejszenie zależności od rynku lokalnego),
- skrócenie czasu dostępu do rynku towarów i usług,
- eliminacja negatywnego zjawiska sezonowości na rynku lokalnym,
- możliwości multimedialne, jakie daje sieć, pozwalają tej formie sprzedaży konkurować ze wszystkimi tradycyjnymi formami handlu,
- efektywność – prezentacja oferty 24 godziny na dobę, 365 dni w roku, bez zwiększenia kosztów oraz szybki kontakt z partnerami,
- interaktywność – powoduje, że handel on-line może dostarczyć sprzedającemu znacznie więcej informacji o kliencie, jego potrzebach, guście i upodobaniach,
- na otwarcie sklepu internetowego nie są wymagane żadne zezwolenia,
- obniżenie kosztów połączeń telekomunikacyjnych,
- wzrost poziomu sprzedaży,
- wzrost wartości przedsiębiorstwa, wzmocnienie jego pozycji,
- lepsze wykorzystanie możliwości produkcyjnych,
- szybki i łatwy dostęp do informacji gospodarczych, informacji o potencjalnych klientach i konkurencji (business-to-business).

### Zagrożenia i wady handlu on-line
Z punktu widzenia klientów:
- zapewnienie bezpieczeństwa płatności przez sieć,
- niepewność, co do rzetelności sprzedawcy,
- brak możliwości wypróbowania, czy oględzin zakupywanego towaru,
- odczuwalny brak fizycznie istniejącego sprzedawcy, z którym można skonsultować pewne pilne kwestie,
- ryzyko i problemy związane z transportem zakupionego towaru.

Z punktu widzenia handlowców:
- zbyt wysoki koszt dostarczenia towaru do klienta,
- brak efektywnego i rozbudowanego systemu spedycyjnego i dostawczego,
- brak efektywnej obsługi płatności kartami kredytowymi,
- obniżenie osiąganych marż, wynikające ze spłaszczenia cen a często z „wojny cenowej” między podmiotami, głównie reklamującymi się w porównywarkach cenowych.

## Bezpieczeństwo handlu elektronicznego
Rozwój elektronicznego handlu uzależniony jest w dużym stopniu od niezawodności standardów pozwalających na bezpieczne przeprowadzanie transakcji sieciowych. W przypadku sklepu internetowego o względnym bezpieczeństwie można mówić dopiero wówczas, gdy spełnione są przynajmniej cztery podstawowe założenia:
- możliwość potwierdzenia tożsamości obu stron transakcji.
- szyfrowany kanał transmisji na drodze klient–sprzedawca zapewniający poufność przesyłanych informacji, przede wszystkim numerów kart kredytowych. Obecnie stosowanymi rozwiązaniami są protokoły szyfrujące SSL (Secure Sockets Layer) oraz SET (Secure Electronic Transaction).
- zabezpieczenie serwera sklepu przed dostępem do prywatnych informacji o klientach przez osoby do tego nieupoważnione.
- zabezpieczenie serwera sklepu przed celowymi atakami przeprowadzanymi zarówno z zewnątrz (z Internetu), jak i od środka (z sieci lokalnej przedsiębiorstwa).

Dokonywanie zakupów za pośrednictwem e-commerce jest bardziej bezpieczne, jeśli kupując, będzie się pamiętać o kilku ważnych zasadach – zakupów należy dokonywać w znanych sklepach lub w sklepach, gdzie dane adresowe są widoczne, jak i regulamin jest dostępny; płacąc kartą kredytową, należy zwracać uwagę, czy autoryzacja jest szyfrowana.

## New economy
Handel w Internecie rozwija się w bardzo szybkim tempie. Podstawy do jego narodzin stworzyła powszechna komputeryzacja oraz tani dostęp do Internetu w Stanach Zjednoczonych. W 1996 roku obroty przedsiębiorstw prowadzących działalność w Sieci wyniosły 800 mln USD, w roku 1997 dziesięciokrotnie więcej – 8 mld USD, by w 1999 roku sięgnąć poziomu 18 mld USD.

## Handel elektroniczny w Polsce

### Aspekty prawne handlu elektronicznego w Polsce
Umowy cywilnoprawne zawierane za pomocą metod elektronicznych uregulowane są przepisami kodeksu cywilnego oraz ustawy z dnia 30 maja 2014 r. o prawach konsumenta.
Ustawodawca przewidział 14-dniowy okres zwrotu towaru bez podania przyczyny, ale tylko w przypadku kiedy towar nie był używany, posiada oryginalne opakowanie i nie był wykonany na zamówienie.

### Zawieranie umów drogą elektroniczną
W przypadku zawierania umów przy użyciu kwalifikowanego podpisu elektronicznego, umowy te mają moc równą umowom zawieranym na piśmie. W przypadku umów zawieranych bez podpisu, np. poprzez wymianę e-maili, umowom takim Kodeks cywilny przypisuje atrybut tzw. umów w formie dokumentowej.

### Korzystanie z e-commerce w Polsce
Według międzynarodowych badań przeprowadzonych przez agencję badawczą TGM Research w 2022 roku, korzystanie z handlu elektronicznego w Polsce było szeroko rozpowszechnione. Średni odsetek Polaków, którzy dokonywali zakupów online w ciągu ostatnich 12 miesięcy, wyniósł 60%, zaś 40% populacji korzystało z e-commerce co najmniej raz w miesiącu. W roku 2023 zakupów przez Internet w Polsce dokonało 64,3% osób w wieku 16-74 lata.